# Acylomus tropicus
Acylomus tropicus là một loài bọ cánh cứng trong họ Phalacridae. Loài này được Scott miêu tả khoa học năm 1922.